# Bundesstraße 431

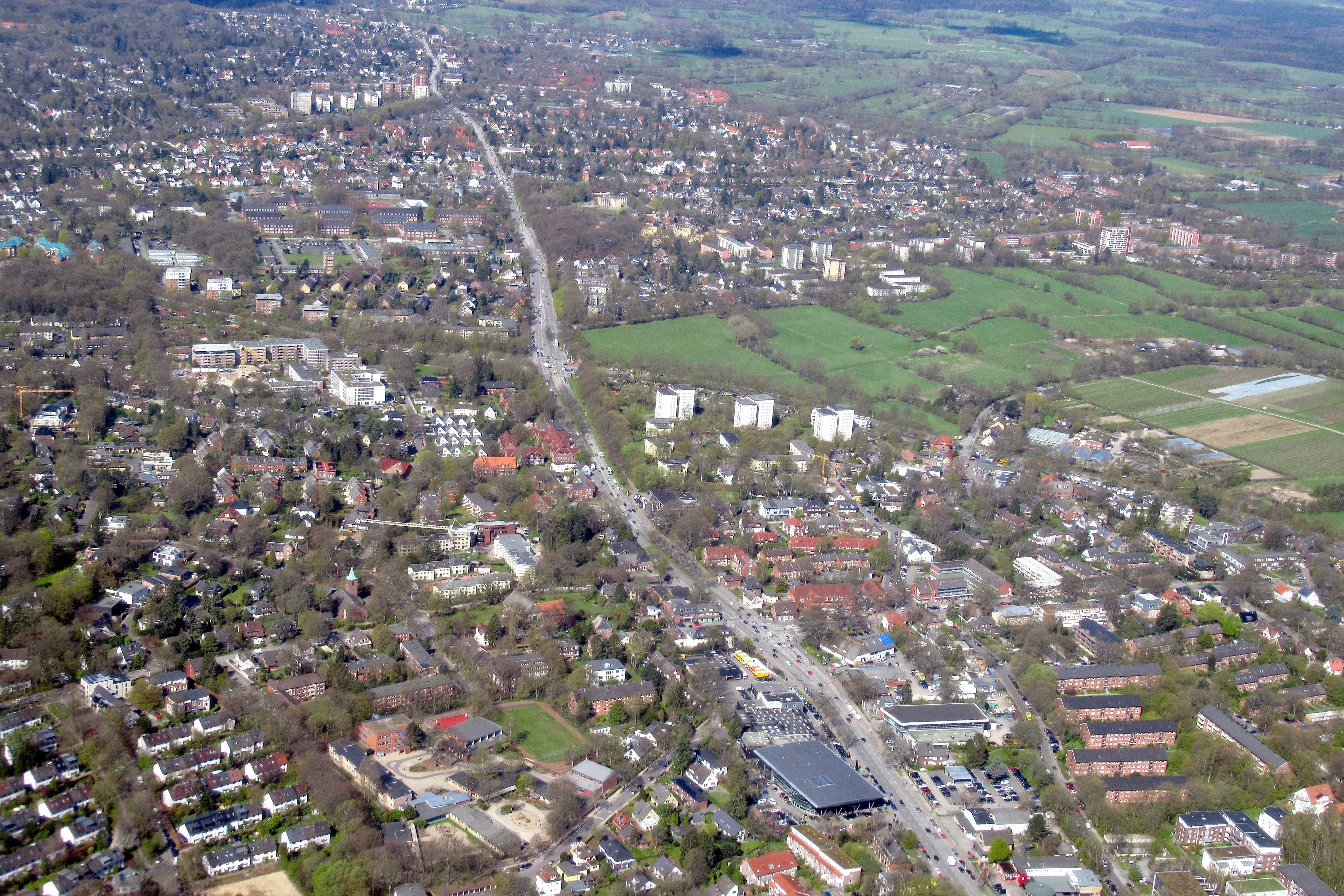
Die B 431 in Hamburg-Osdorf

Die Bundesstraße 431 (Abkürzung: B 431) ist eine Bundesstraße im Norden Deutschlands. Sie führt von Hamburg-Altona nach Meldorf in Schleswig-Holstein.

## Geschichte
Die Bundesstraße 431 wurde erst in den 1970er Jahren eingerichtet, obwohl die dazugehörigen Straßen bereits im 19. Jahrhundert als Kunststraßen (Chausseen) erbaut wurden. Das Teilstück zwischen Uetersen und Elmshorn beruht dagegen auf einem alten Heerweg aus dem 12. Jahrhundert. Der westlichste Streckenabschnitt zwischen Meldorf und Itzehoe wurde bereits 1855 erbaut und später durch den Nord-Ostsee-Kanal unterbrochen.

## Verlauf
Die B 431 beginnt im Stadtteil Hamburg-Altona-Nord an der Bundesstraße 4 in mittelbarer Nähe zur Holsten-Brauerei. Sie führt in westlicher Richtung über die Autobahn A 7 (Autobahnausfahrt 28 „Hamburg-Bahrenfeld“) hinweg durch die Elbvororte im Bezirk Altona, deren Hauptverkehrsachse sie bildet, nach Wedel (Schleswig-Holstein).
Zwischen Sülldorf und Rissen ist sie seit November 1984 als Schnellstraße (mit Geschwindigkeitsbegrenzung auf max. 80 km/h) ausgebaut und verläuft parallel zur Linie S1 der Hamburger S-Bahn. Diese Strecke ist bekannt als „Rissener Canyon“. Sie entlastet die Ortsdurchfahrt Rissen, die verkehrsberuhigt wurde.
Durch die engen Straßen der Wedeler Altstadt führt die B 431 nordwärts durch Holm, Heist und Moorrege. Kurz darauf knickt sie nach der Überführung über die Pinnau in Uetersen westwärts ab, um dann in Höhe des ehemaligen Kreiskrankenhauses wiederum nordwärts am Geestrand weiterzuführen. Über Groß- und Klein Nordende erreicht sie Elmshorn.
Die B 431 führt nun in westlicher Richtung nach Glückstadt im Kreis Steinburg und weiter über das Störsperrwerk hinweg nach Brokdorf, das durch sein Kernkraftwerk bekannt ist. Nördlich von Sankt Margarethen trifft die Straße in einer Auffahrt auf die Bundesstraße 5.
Der frühere gemeinsame Verlauf der Bundesstraßen 5 und 431 bis Bekdorf bei Wilster wurde vor einigen Jahren aufgegeben und die B 431 zwischen Bekdorf über Hochdonn (Fähre) bis Nindorf östlich von Meldorf zur Landesstraße abgestuft. Jetzt führt die B 431 von Meldorf (B 5) über Nindorf zur Autobahnanschlussstelle Albersdorf an der A 23.

### Gebietskörperschaften
- Hamburg
  - Bezirk Altona mit den Stadtteilen:
    - Altona-Nord, Bahrenfeld, Groß Flottbek, Osdorf, Iserbrook, Sülldorf und Rissen.

- Schleswig-Holstein
  - Kreis Pinneberg mit den Städten und Gemeinden:
    - Wedel, Holm, Heist, Moorrege, Uetersen, Groß Nordende, Klein Nordende, Elmshorn und Raa-Besenbek.

  - Kreis Steinburg mit den Städten und Gemeinden:
    - Neuendorf bei Elmshorn, Kollmar, Herzhorn, Engelbrechtsche Wildnis, Glückstadt, Blomesche Wildnis, Borsfleth, Wewelsfleth, Brokdorf, St. Margarethen, Landscheide.

  - Kreis Dithmarschen mit den Städten und Gemeinden:
    - Bargenstedt, Nindorf (bei Meldorf) und Meldorf.

### Überquerte Gewässer
- Düpenau in Hamburg-Osdorf
- Wedeler Au in Wedel
- Pinnau in Uetersen
- Krückau in Elmshorn
- Stör bei Wewelsfleth

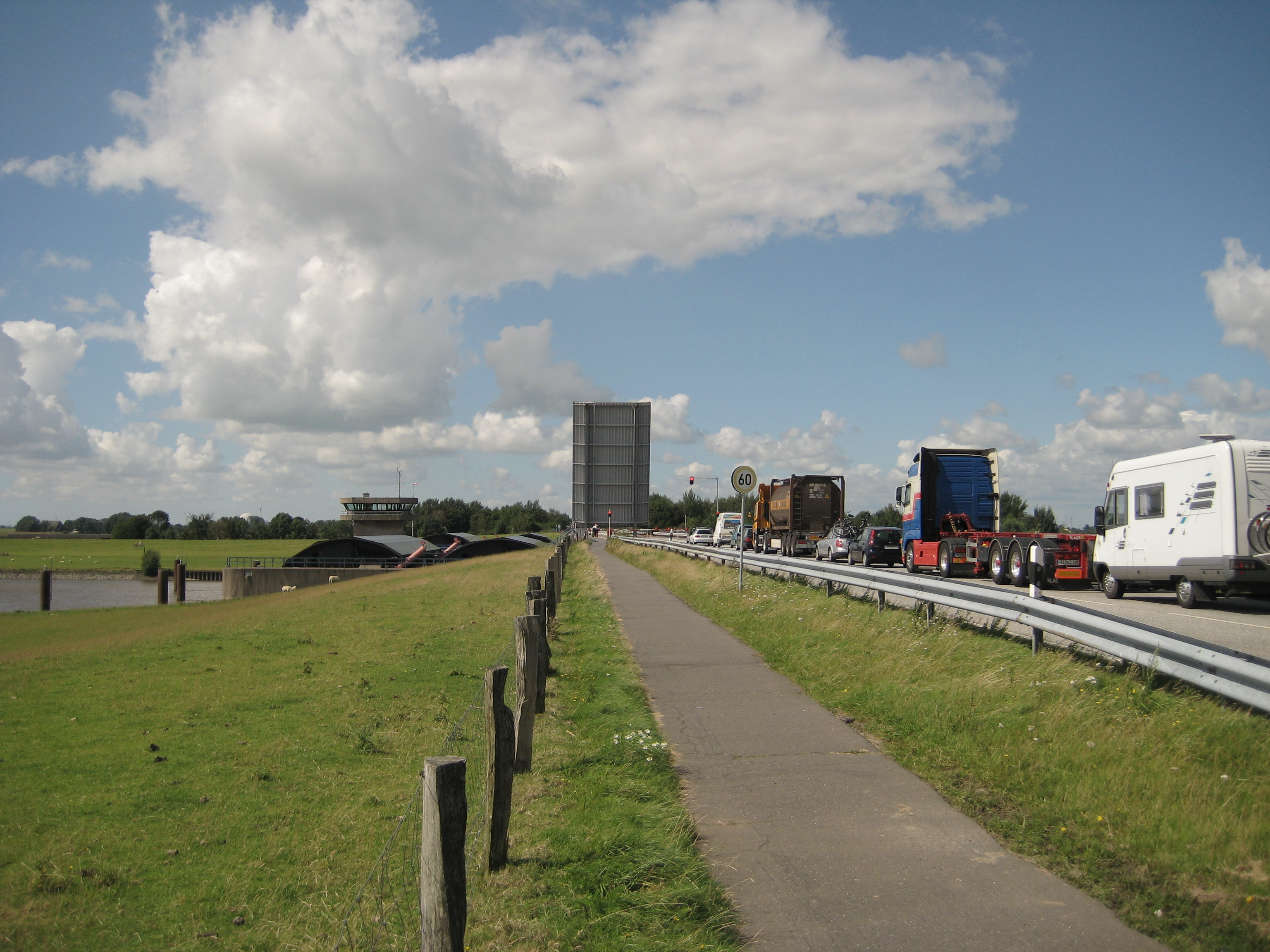
Die B 431 am Störsperrwerk

- diverse kleine und kleinste Entwässerungsgräben im Verlauf der Strecke westlich von Elmshorn

## Planungen
Planungen sahen vor, den Abschnitt nach der Kraftfahrstraße in Hamburg-Rissen insbesondere für eine Ortsumgehung von Wedel auf eine südlichere Trasse zu verlegen. Damit soll die in der Wedeler Planung 1982 festgelegte Beruhigung der (Alt-)Wedeler Ortsdurchfahrt gesichert werden. Der Verlauf ist vorgesehen durch die Wedeler Au und Wedeler Marsch hinauf auf die Geest bis zur Holmer Straße am östlichen Ortsausgang Wedels. Die „Vorhalteflächen“ sind linker Hand der B 431 aus Wedel kommend am Beginn der Holmer Straße durch ihren schrägen Verlauf gut zu erkennen. Auch am Rathausplatz ist die Trasse im Pflaster erkennbar.
Von dort sollte die B 431 an den bisherigen weiteren Verlauf anschließen. Dadurch wäre sie als Ortsumgehung Wedel westlich des Rathausplatzes 2-streifig anbaufrei ausgeführt worden und das Nadelöhr Altstadt im Durchgangsverkehr beseitigt. Das Vorhaben befindet sich weiterhin im Bundesverkehrswegeplan.
Im März 2011 hat sich der Rat der Stadt Wedel für eine Umgehung entlang des nördlichen Stadtrandes von Wedel (sog. Nordumfahrung Wedels) entschieden und das Planfeststellungsverfahren hierfür beim zuständigen Ministerium in Kiel beantragt. Die B 431 soll am nördlichen Stadtrand Wedels über die Straße Autal und den Breiten Weg in die Pinneberger Straße und am Knotenpunkt Flerrentwiete/Steinberg über die Voßhörntwiete auf die Holmer Straße führen.
Damit präferiert Wedel eine Ortsumgehung, die die Wedeler und Hetlinger Marschlandschaft vor dem Straßenbau schützt und für Wedel in gleichem Maße eine Beruhigung der Ortsdurchfahrt bietet wie die ursprünglich geplante Umgehung südlich um Wedel. Die Entscheidung in Kiel steht noch aus.
Der Wedeler Ratsentscheidung war eine lange Diskussion zwischen Anwohnern und politisch Verantwortlichen vorausgegangen.